# Fachkraft Küche
Fachkraft Küche ist ein staatlich anerkannter Ausbildungsberuf in Deutschland. Die Ausbildung wurde 2022 eingeführt.
Personen mit dieser Berufsausbildung bereiten Speisen vor, richten Salate und Desserts an und kochen Suppen, Soßen sowie Fleisch-, Fisch- und Gemüsegerichte. Sie arbeiten eng mit Köchen zusammen und beachten dabei die geltenden Hygiene- und Nachhaltigkeitsvorschriften. Im Service reinigen sie Gästeräume, servieren Gerichte und nehmen Bestellungen entgegen. Zudem sind sie für die Warenannahme und Lagerung zuständig. Die Ausbildungsdauer beträgt 2 Jahre.
Unter Umständen kann die Ausbildung im dritten Lehrjahr im Ausbildungsberuf Koch/Köchin fortgesetzt werden.